# Monastero di Gračanica
Il monastero di Gračanica (serbo: Манастир Грачаница o Manastir Gračanica) è un monastero appartenente alla Chiesa ortodossa serba, situato nel villaggio di Gračanica/Graçanicë, a pochi chilometri da Pristina, in Kosovo. Venne fondato dal re serbo Stefano Milutin nel 1321.
Il 13 luglio 2006 venne inserito nell'elenco dei patrimoni dell'umanità dell'UNESCO come estensione del monastero di Dečani, già inserito due anni prima tra quelli in pericolo.
Il monastero di Gračanica è una delle ultime costruzioni di re Milutin. Si trova a 5 km da Pristina, nell'omonima enclave. Il monastero si trova nelle vicinanze di Lipljan (l'antica città romana di Ulpiana), antica sede dei vescovi.

## Storia
Gračanica venne costruito sulle rovine di una chiesa duecentesca dedicata alla Beata Vergine, costruita a sua volta al posto di una basilica cristiana a tre navate del VI secolo. Sulla parete meridionale dell'edificio si trova un affresco risalente all'epoca della costruzione, riportante l'atto di fondazione della chiesa da parte di re Milutin. Il testo, in lingua serba medievale, contiene le seguenti parole: "Ho visto le rovine ed il degrado del Tempio della Beata Vergine di Gračanica, della diocesi di Lipljan, e l'ho quindi ricostruito dalle fondamenta dipingendolo e decorandolo dentro e fuori". Dell'antico complesso conventuale è sopravvissuta solo la chiesa. Il nartece e la torre sono stati aggiunti pochi decenni dopo, al fine di proteggere gli affreschi della facciata occidentale. Il nartece è stato gravemente danneggiato varie volte dai turchi nel periodo 1379-1383, quando la torre venne bruciata assieme ad una ricca collezione di manoscritti e vari paramenti e oggetti preziosi vennero trafugati. Il nartece venne quindi ricostruito nel 1383. Altri danni furono arrecati al monastero nel periodo della battaglia di Kosovo Polje (1389).
Durante il dominio ottomano Gračanica divenne un importante centro culturale. Al tempo del metropolita Nikanor (1528-1555) vennero dipinte molte icone su tavola. In seguito all'invenzione della stampa a caratteri mobili, Nikanor ottenne numerosi libri ad uso monastico. Le porte reali vennero commissionate nel 1564 dal metropolita Dionisije, la cui morte è raffigurata in un affresco nel nartece. Vari restauri vennero eseguiti per decisione del patriarca Makarije Sokolović. Tutte le entrate del nartece esterno vennero murate e nuovi affreschi completati nel 1570. Grazie al patriarca Pajsije, la chiesa ha un tetto in piombo, e nel 1620 venne aggiunto il grande crocifisso. Il monastero subì altri danni verso la fine del XVII secolo, ai tempi della guerra tra la Santa Lega ed i Turchi, in seguito al secondo assedio di Vienna - in cui i Serbi conquistarono parte del territorio cristiano. I turchi tolsero il tetto in piombo e presero le tessere che formavano il pavimento, oltre al tesoro nascosto nella chiesa dal patriarca Arsenije III Čarnojević.
Dopo la seconda guerra mondiale venne rinnovato dalle monache e venne usato come convento. Oggi vi abitano 24 suore, dedite all'iconografia, all'agricoltura e ad altri obblighi monastici.
Dopo la guerra del Kosovo del 1999, il vescovo di Raška e Prizren Artemije trasferì qui la sua sede, precedentemente a Prizren, e da quel momento il monastero divenne anche un centro politico per i serbi del Kosovo.

## Architettura

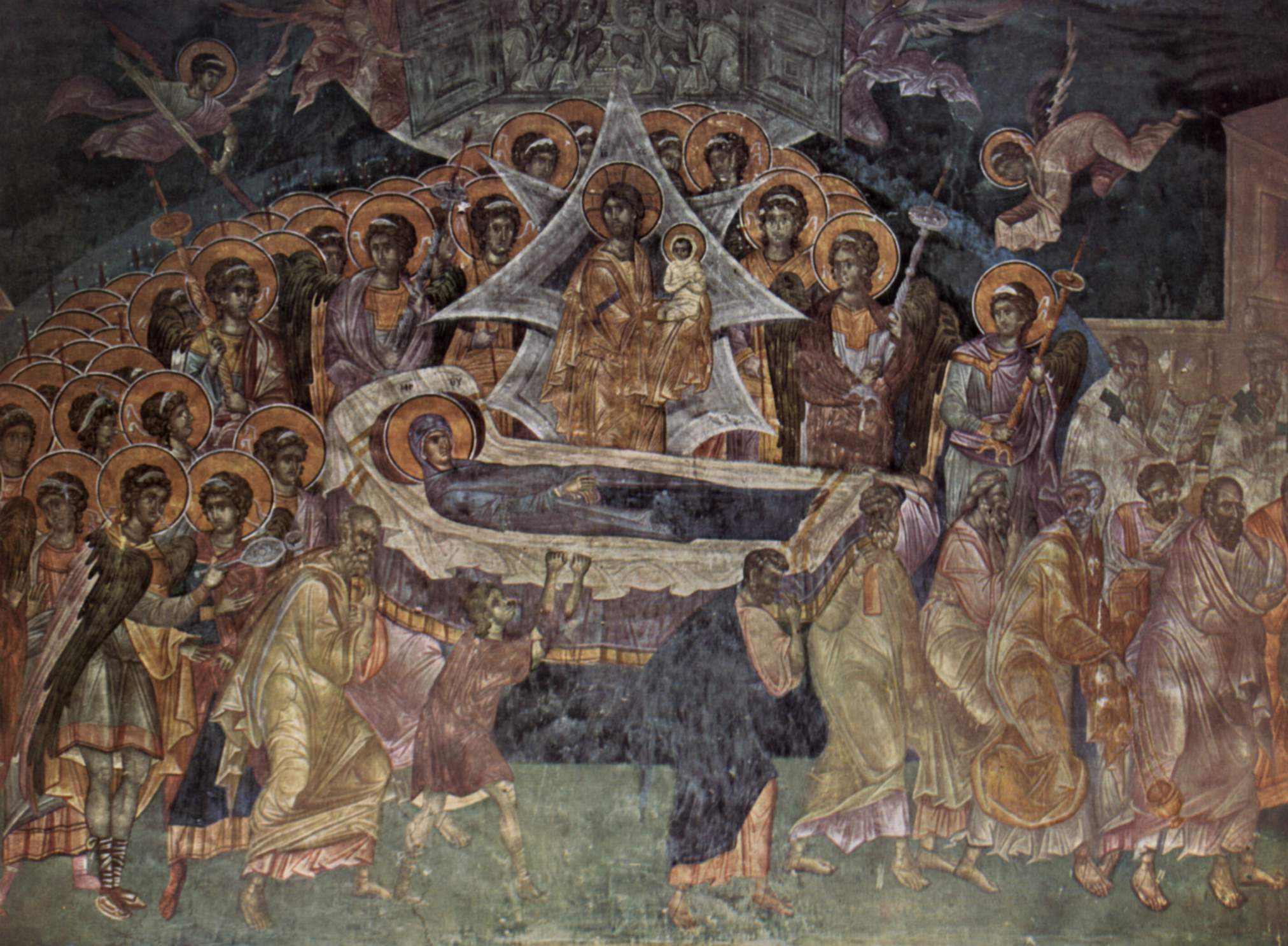
Assunzione di Maria, affresco di Gračanica

Gračanica rappresenta il culmine dell'arte medievale serba nell'edilizia della tradizione bizantina. La chiesa ha una forma a doppia croce, una dentro l'altra, con quella interna che forma una silhouette verticale che si innalza dall'altra. La cupola poggia su quattro colonne. Le quattro piccole cupole danno una struttura regolare all'intero complesso. L'abside a tre sezioni (di cui la centrale è la più grande) separa il resto dall'altare. Il diaconico e la protesi sono separate da muri. Tra la navata ed il nartece ci sono grandi colonne. La chiesa venne costruita a fasce alterne con pietre e mattoni. Alla fine del XIV secolo venne aggiunto un esonartece con doppia arcata, nascosto in seguito nel XVI secolo.

## Arte

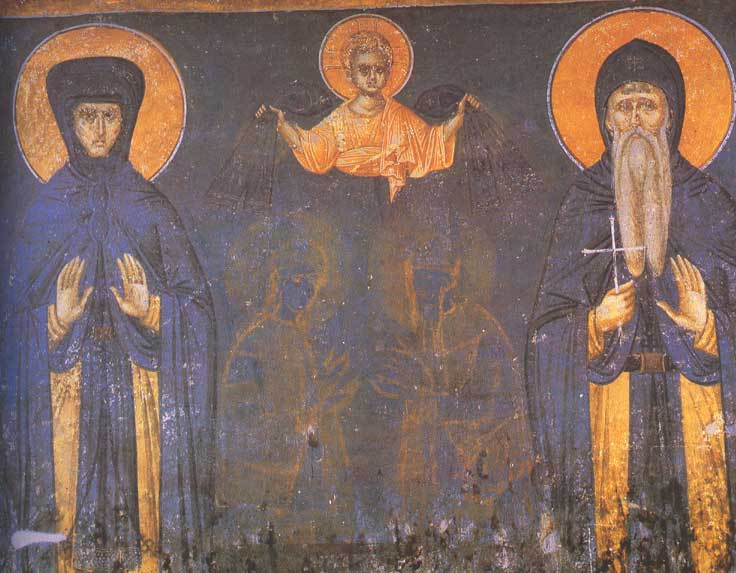
La regina Hélène d'Anjou nei panni di monaca, e re Milutin come monaco, affresco di Gračanica

Nella chiesa si possono riconoscere tre stili di pittura. Il più antico si trova nella navata, mentre gli altri due sono nel nartece. Gli affreschi vennero dipinti nel 1321-1322 e sono ben conservati. La composizione della navata raffigura l'infanzia di Gesù ed il calendario ecclesiastico.
Le pitture girano intorno al concetto di anno liturgico, della Passione di Cristo e dei miracoli di Gesù. All'interno del nartece si trovano i ritratti dei fondatori: re Milutin e la regina Simonida, la regina Hélène d'Anjou (madre del re) nei panni di una monaca e re Milutin come monaco. Di particolare importanza è la genealogia dei Nemanjić, la prima mai dipinta, che inizia con Stefano Nemanja e termina con lo stesso Milutin. Nel nartece si trova anche un'esauriente illustrazione del Giudizio Universale. Le scene della vita di San Nicola si trovano nel parecclesio settentrionale, mentre le mura meridionali contengono scene dell'Antico Testamento, della vita di Cristo e di quella della madre. Si crede che i pittori siano stati Michele ed Eutichio con i relativi assistenti.
Si trovano anche importanti affreschi del 1570 nel nartece, commissionati dal patriarca Makarije Sokolović. Alcune di queste opere sono databili al XIV e XV secolo, tra cui il Battesimo di Gesù, parte dell'Akathistos ed i concili ecumenici. Due soggetti dominano il nartece di Gračanica: la dossologia alla Vergine e la processione degli arcivescovi serbi da san Saba al patriarca Makarije Sokolović. Una composizione storica della morte del metropolita di Gračanica, Dionisije, copre la parte sud-orientale del nartece.
Le pitture di Gračanica sono tra le migliori prodotte nel periodo di Milutin, caratterizzato da influenze dello splendore bizantino e dallo stile lussuoso noto come Rinascimento Paleologo.

## Copia di Chicago
Third Lake, quartiere di Chicago, ospita il monastero di New Gračanica, copia perfetta dell'edificio di Gračanica in Kosovo. È costruito su un terreno di proprietà di un'associazione serba (Most Holy Mother of God Serbian Association), acquistato nel 1977, e venne consacrato nel 1984. La differenza rispetto all'edificio originario è che ha una dimensione ridotta del 18%. New Gračanica è ricco di particolari quali portoni d'entrata intarsiati raffiguranti 23 monasteri e chiese situati in Serbia.